# Alejandro Maclean
Alejandro „Álex“ Maclean (* 6. August 1969 in Madrid; † 17. August 2010 in Casarrubios del Monte, Provinz Toledo) war ein spanischer Kunstflugpilot und Filmproduzent. Ab 2003 startete er in der Red Bull Air Race Weltmeisterschaft und war als „fliegender Matador“ bekannt.

## Leben
Alejandro Maclean verdankte seinen Nachnamen einem schottischen Großvater. Als Kind baute er Modellflugzeuge und finanzierte sich während seines Studiums mit Nebenjobs sein erstes Ultraleichtflugzeug. Danach erweiterte er seine Pilotenlizenz sukzessive und war, bevor er sich ganz dem Flugsport widmete, als Film- und Fernsehproduzent erfolgreich.
Nach Gewinn spanischer Kunstflugmeistertitel startete er 2003 erstmals im neu geschaffenen Red Bull Air Race, an dessen Weiterentwicklung er in der Folge maßgeblich beteiligt war. In acht Saisons nahm er an rund 50 Rennen teil und erreichte als bestes Resultat am 21. April 2007 einen zweiten Platz in Rio de Janeiro. Im Endklassement belegte er in ebenjenem Jahr Rang sechs. Daneben gelangen ihm im Rahmen der Weltmeisterschaft fünf vierte Ränge. Ab 2005 war er zusätzlich Kommandeur des spanischen Kunstflugnationalteams.
Am 17. August 2010 trainierte Maclean auf einem Flugplatz in der Provinz Toledo für eine Schau. Bei einem bodennahen Manöver geriet seine MXS-R ins Trudeln und schlug auf der Erde auf. Maclean war auf der Stelle tot. Den lokalen Behörden zufolge ereignete sich der Unfall in einem eigens für den Kunstflug vorgesehenen Bereich 500 Meter von der Landebahn des Flugplatzes entfernt. Bei dem 41-Jährigen handelte es sich nach Eli Thompson und Ueli Gegenschatz um den dritten Todesfall aus dem Red-Bull-Umfeld binnen eines Jahres. Er hinterlässt seine Frau Emma und zwei Söhne.
Vor seinem Tod war Maclean von der FAI das prestigeträchtige Tissandier Diplom zuerkannt worden.

## Bilder

Red Bull Air Race
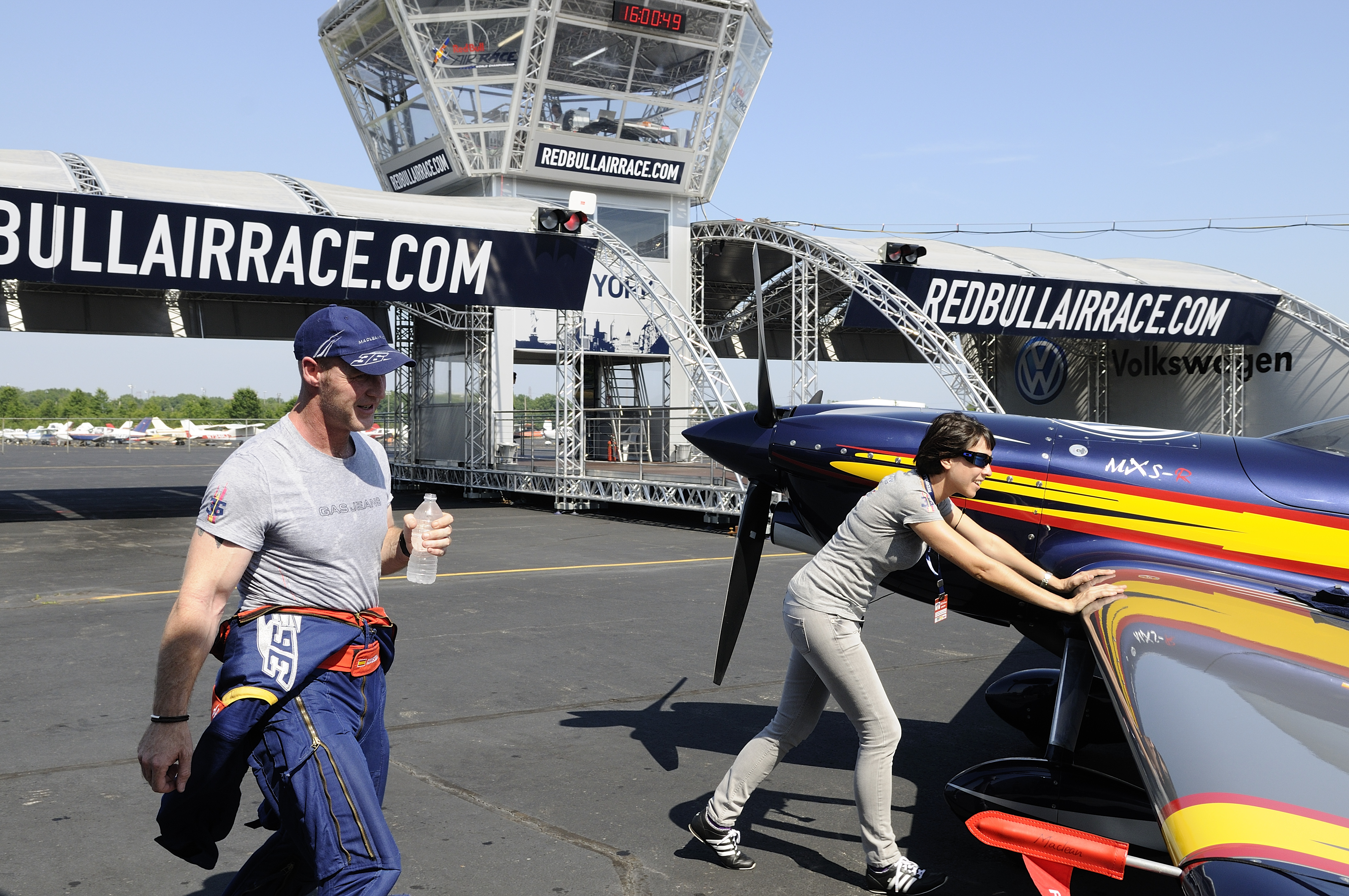
Rennvorbereitung (2010)
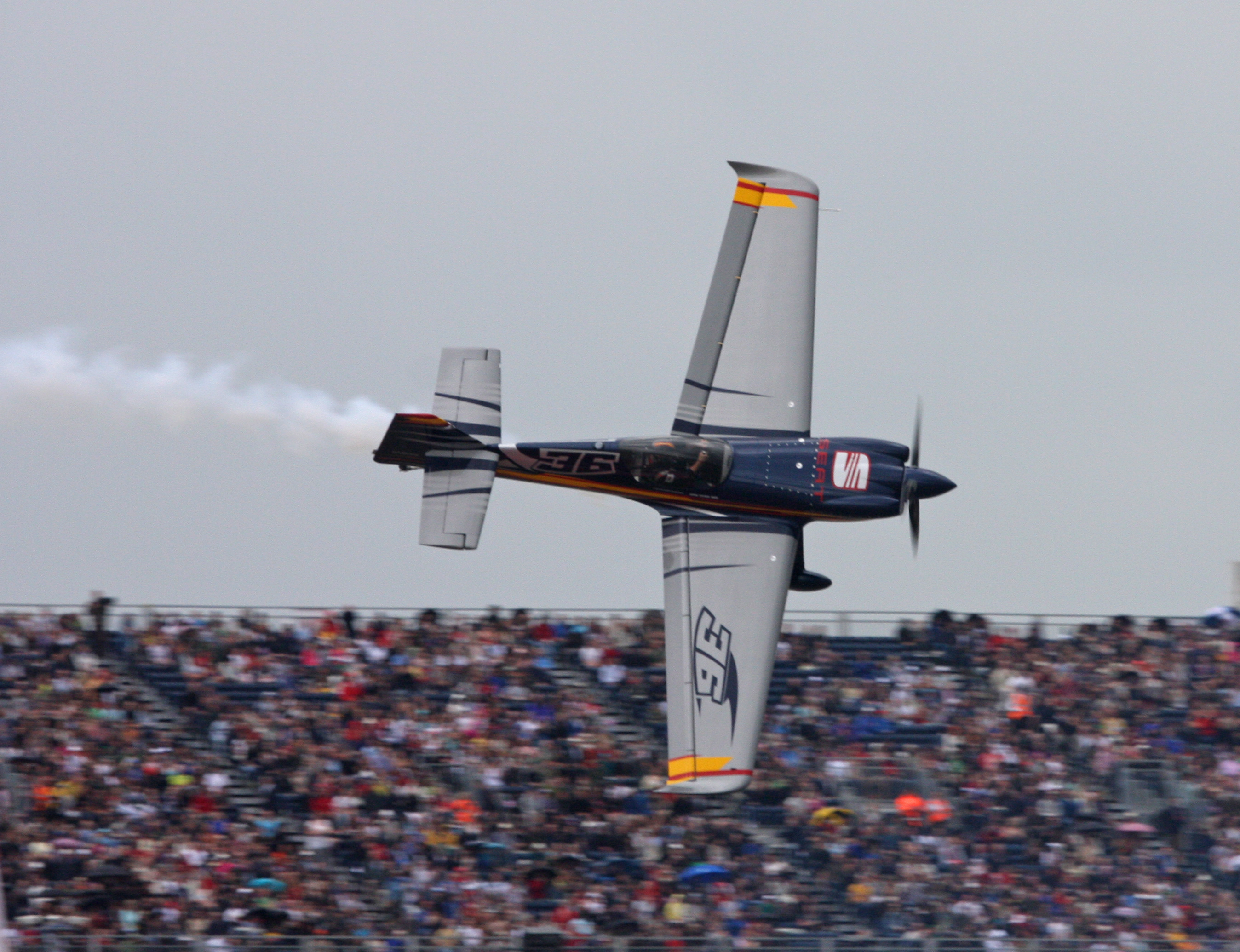
Rennen in London (2008)
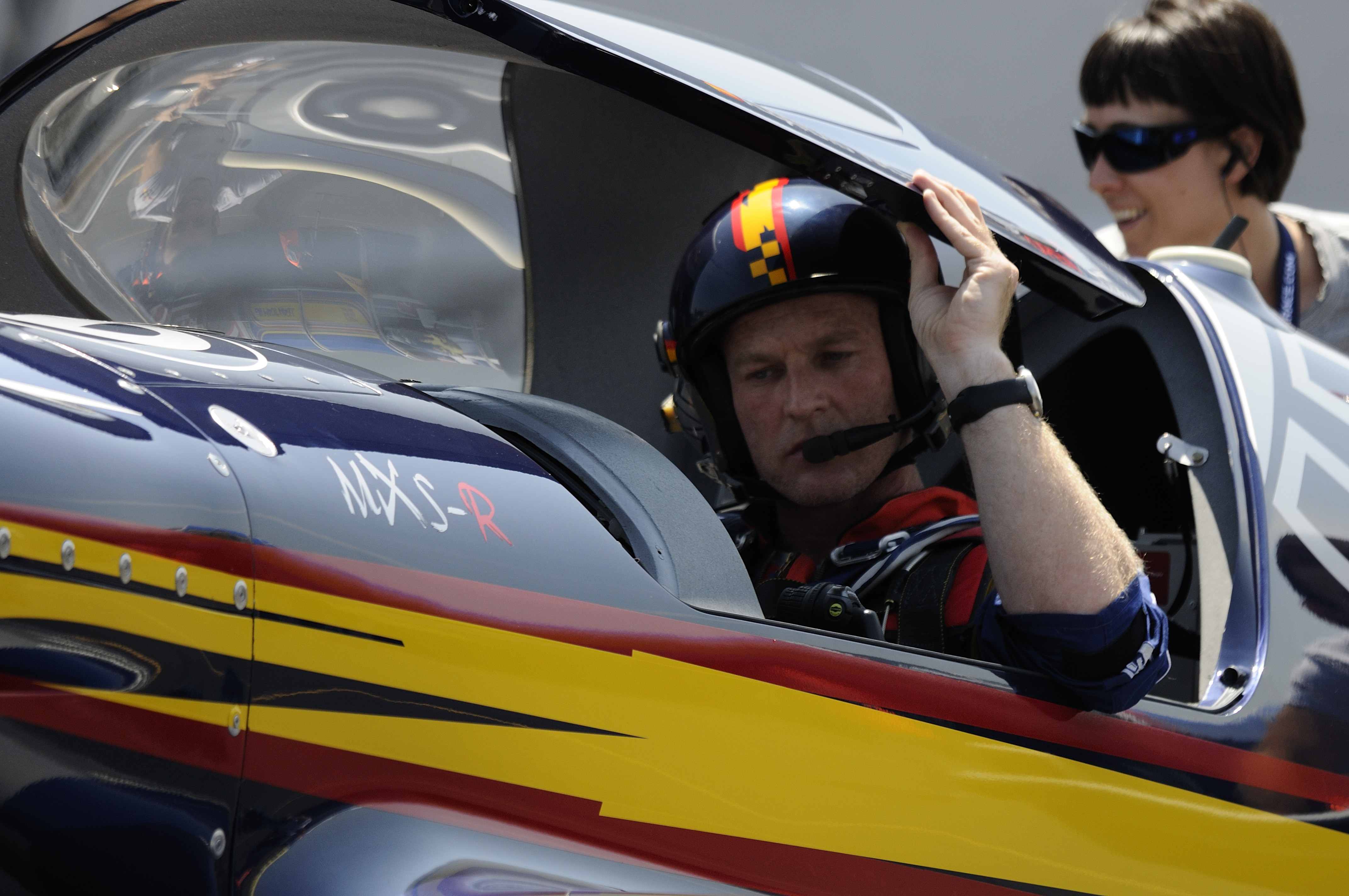
Im Cockpit der MXS-R (2010)
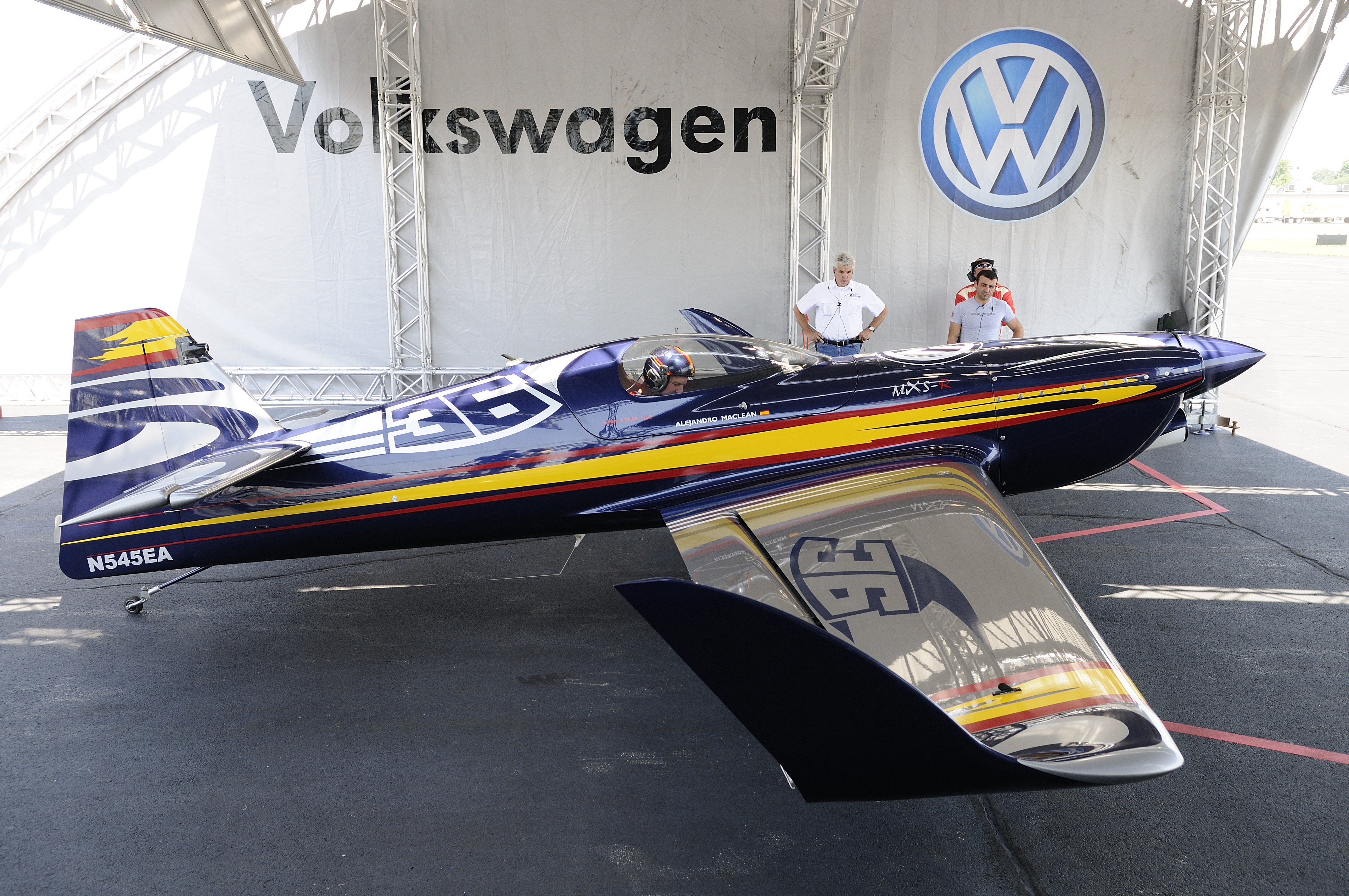
MXS-R im Hangar (2010)
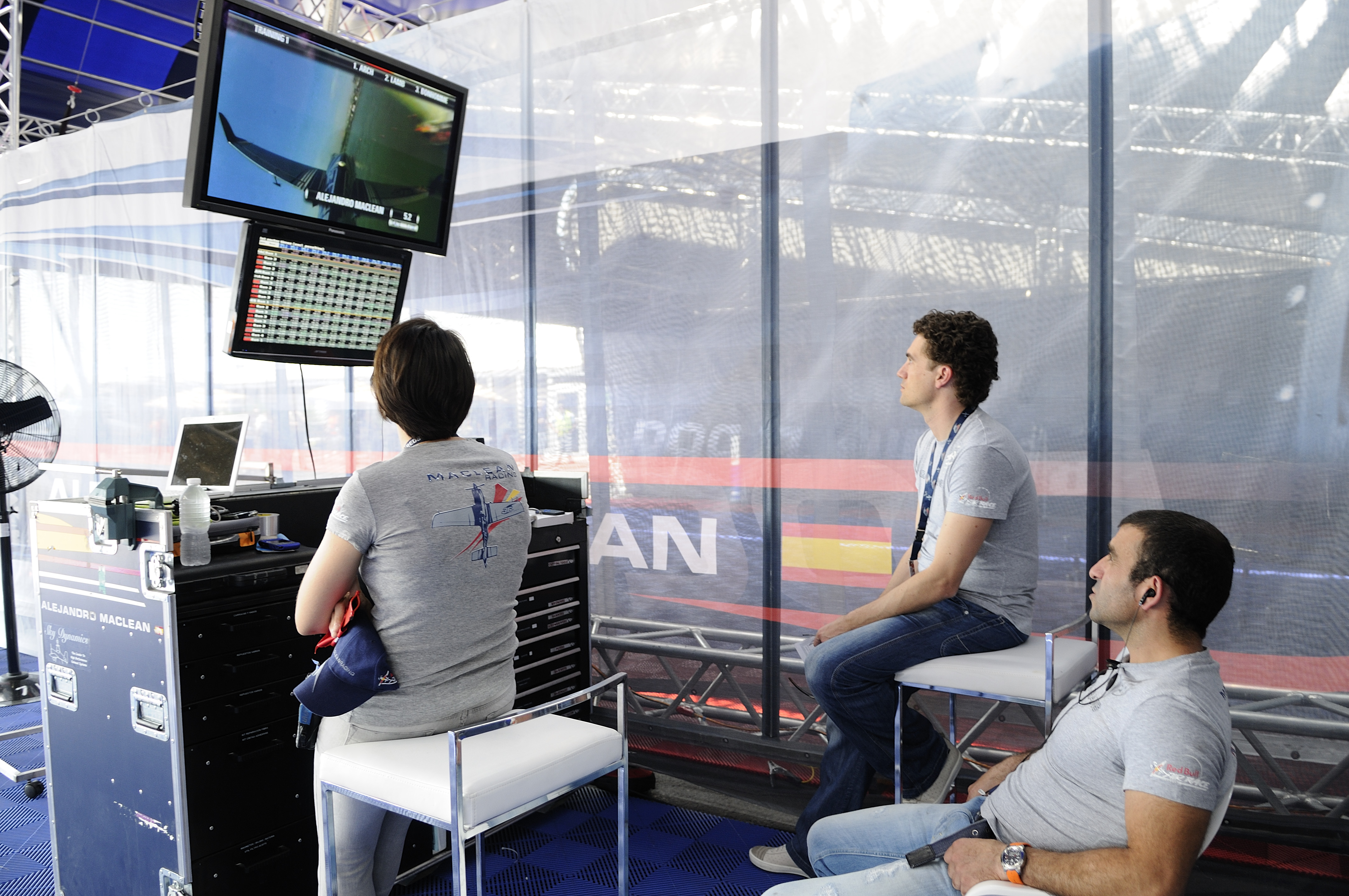
Team Maclean (2010)

## Erfolge

### Red Bull Air Race Weltmeisterschaft
| Jahr  | 1   | 2   | 3   | 4  | 5  | 6  | 7  | 8   | 9 | 10 | 11 | 12 | Punkte | Rang |
| ----- | --- | --- | --- | -- | -- | -- | -- | --- | - | -- | -- | -- | ------ | ---- |
| 2003* | NC  | DNS |     |    |    |    |    |     |   |    |    |    | 0      | NC   |
| 2004* | DNP | 8   | DNS |    |    |    |    |     |   |    |    |    | 0      | 11   |
| 2005  | 7   | 9   | 9   | NC | 10 | 9  | 10 |     |   |    |    |    | 0      | 8    |
| 2006  | 4   | 7   | DNS | C  | 7  | 8  | 7  | DSQ | 7 |    |    |    | 3      | 9    |
| 2007  | 7   | 2   | 5   | 4  | C  | 7  | 4  | 7   | 8 | 8  | C  | 4  | 16     | 6    |
| 2008  | 6   | 7   | 9   | C  | 10 | 8  | 7  | 8   | C | 4  |    |    | 21     | 8    |
| 2009  | 8   | 10  | 10  | 11 | 7  | 10 |    |     |   |    |    |    | 16     | 12   |
| 2010  | 12  | 13  | 9   | 11 | 9  | 10 | C  | C   |   |    |    |    | 9      | 11   |

* Die Saisons 2003 und 2004 wurden wegen zu wenigen ausgetragenen Rennen noch nicht als offizielle Weltmeisterschaften gewertet.
- DNP: nicht teilgenommen (did not participate)
- DSQ: disqualifiziert (disqualified)
- NC: nicht klassifiziert (not classified)
- C: Rennen abgesagt (cancelled)

### Sonstige
- European Unlimited Championship
- Lithuanian Open Championship
- 2 spanische Meistertitel[3]